# 夢の途中/校庭に見つけた春
「夢の途中／校庭に見つけた春」（ゆめのとちゅう/こうていにみつけたはる）は、平川地一丁目の7枚目のシングル。2006年3月24日にデフスターレコーズから発売された。

## 概要
6thシングル『夢見るジャンプ』から約4か月ぶりのリリースとなった、平川地一丁目初の両A面シングル。

## 収録曲
| #         | タイトル             | 作詞・作曲 | 時間  |
| --------- | -------------------- | ---------- | ----- |
| 1.        | 「夢の途中」         | 林龍之介   | 3:45  |
| 2.        | 「校庭に見つけた春」 | 林直次郎   | 5:02  |
| 3.        | 「松山行フェリー」   | 村下孝蔵   | 3:54  |
| 合計時間: | 合計時間:            | 合計時間:  | 12:41 |

## 楽曲解説
1. 夢の途中 [3:45]
  - アニメ映画「まじめにふまじめ かいけつゾロリ なぞのお宝大さくせん」主題歌。
3rdアルバム『雪解けの頃に届く手紙』収録バージョンとはアレンジが異なる。
2. 校庭に見つけた春 [5:02]
  - MBS「みんなの甲子園」テーマソング
3. 松山行フェリー [3:45]
  - 村下孝蔵の楽曲のカバー。
のちに、トリビュート・アルバム『絵日記と紙芝居～村下孝蔵トリビュートアルバム～』、カバー・アルバム『歌い手を代えて』に収録された。

## 収録作品
| 曲名             | タイトル                                       | 発売日         | 備考                                                          |
| ---------------- | ---------------------------------------------- | -------------- | ------------------------------------------------------------- |
| 夢の途中         | 雪解けの頃に届く手紙                           | 2007年2月28日  | 3rdアルバム 本作にはバージョン違いのものを収録                |
| 夢の途中         | 平川地一丁目                                   | 2008年7月30日  | ベスト・アルバム 本作にはシングル・バージョンで収録           |
| 夢の途中         | かいけつゾロリ ベスト・ソングだぜ!             | 2013年1月23日  | コンピレーション・アルバム 本作にはシングル・バージョンで収録 |
| 夢の途中         | かいけつゾロリ 絶好ちょ～ベストだぜ!           | 2017年12月20日 | コンピレーション・アルバム 本作にはシングル・バージョンで収録 |
| 校庭に見つけた春 | 雪解けの頃に届く手紙                           | 2007年2月28日  | 3rdアルバム                                                   |
| 校庭に見つけた春 | 平川地一丁目                                   | 2008年7月30日  | ベスト・アルバム                                              |
| 松山行フェリー   | 絵日記と紙芝居～村下孝蔵トリビュートアルバム～ | 2006年7月12日  | トリビュート・アルバム                                        |
| 松山行フェリー   | 歌い手を代えて                                 | 2006年9月20日  | カバー・アルバム                                              |

| 曲名             | タイトル                   | 発売日         | 備考                                                                              |
| ---------------- | -------------------------- | -------------- | --------------------------------------------------------------------------------- |
| 夢の途中         | ＜平川地一丁目百科＞第二巻 | 2007年11月7日  | ミュージック・ビデオを収録。                                                      |
| 夢の途中         | 2018.9.3 渋谷CLUB QUATTRO  | 2018年12月14日 | 全国ツアー『解散十年記念ツアー』より、 2018年9月3日の渋谷CLUB QUATTRO公演を収録。 |
| 校庭に見つけた春 | ＜平川地一丁目百科＞第二巻 | 2007年11月7日  | ミュージック・ビデオを収録。                                                      |
| 校庭に見つけた春 | 2018.9.3 渋谷CLUB QUATTRO  | 2018年12月14日 | 全国ツアー『解散十年記念ツアー』より、 2018年9月3日の渋谷CLUB QUATTRO公演を収録。 |
| 松山行フェリー   | 未収録                     |                |                                                                                   |